# Silkesträd
Silkesträd, Albizia julibrissin är en ärtväxtart som beskrevs av Antonio Durazzini. Albizia julibrissin ingår i släktet Albizia och familjen ärtväxter.

## Etymologi
Släktnamet hedrar den italienske adelsmannen Filippo degli Albizzi som förde arten från Konstantinopel till Italien 1749 och artnamnet kan möjligen härledas från persiska گل ابریشم ("golabrisham") som betyder "silkesblomma" och är det persiska namnet på bresilja.

## Utseende
Silkesträdet blir upp till 16 meter högt. De dubbelt parbladiga bladen består av 6 - 12 par blad av andra ordningen, vilka i sin tur består av 10 - 30 par 6 - 12 mm långa småblad. De små skära trattformiga blommorna sitter i täta bollformade huvuden, vilka i sin tur bildar klasar. Frukten är en 9 - 15 cm lång platt bandformad balja.

## Utbredning
Trädet förekommer naturligt i buskmarker från Japan till Kaspiska havet, odlas som prydnadsväxt över stora delar av världen och uppträder invasivt bland annat i USA och medelhavsområdet.

## Underarter
Arten delas in i följande underarter:
- A. j. julibrissin
- A. j. mollis

## Bildgalleri

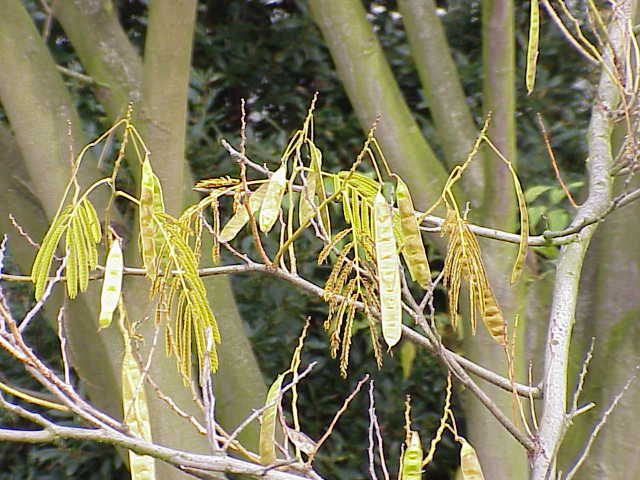
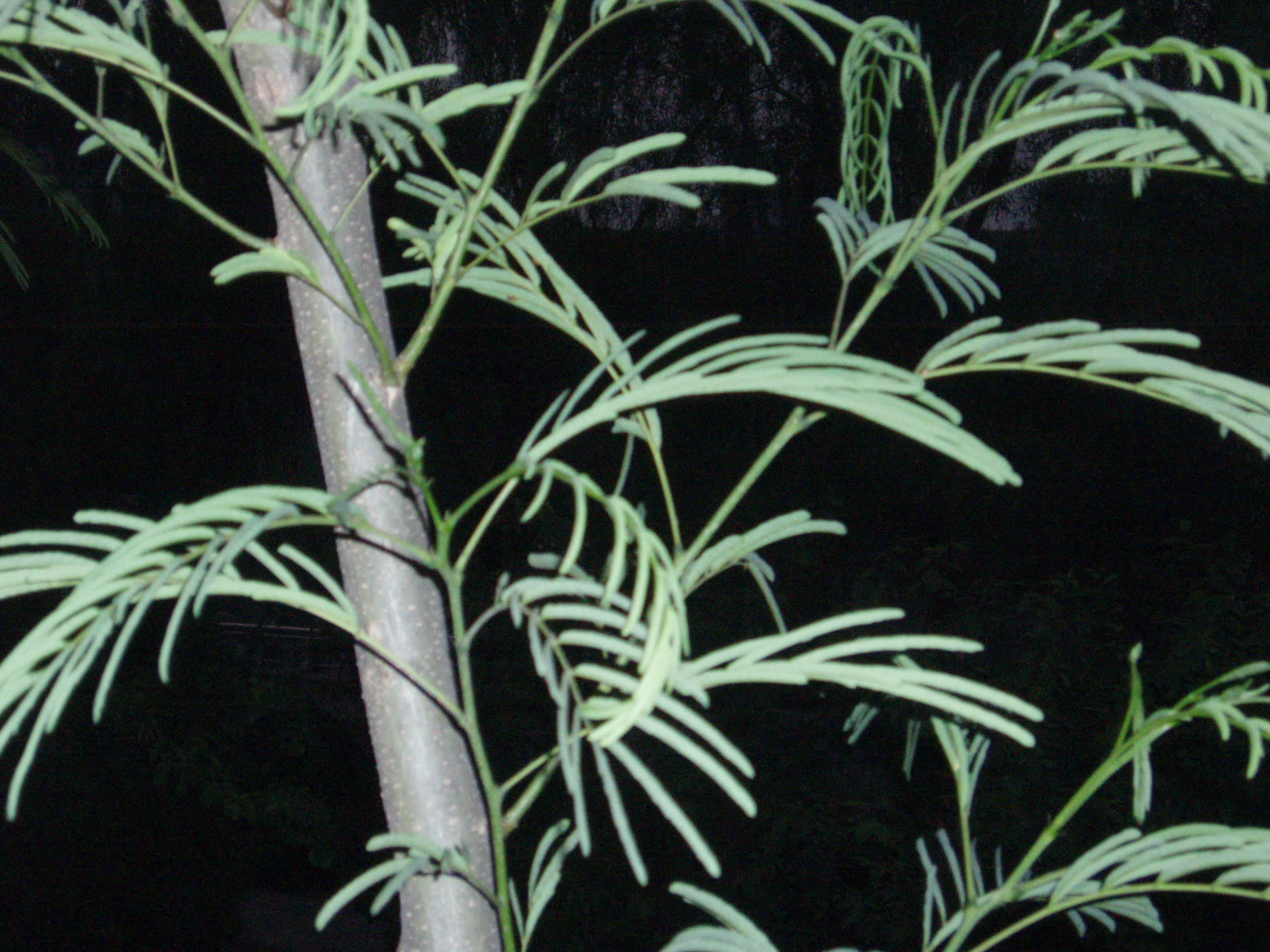
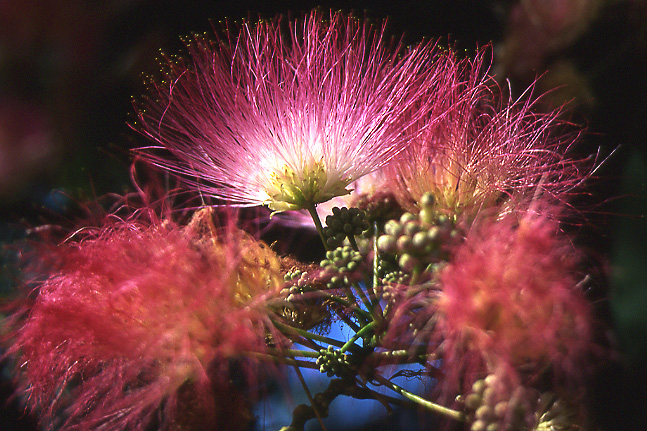
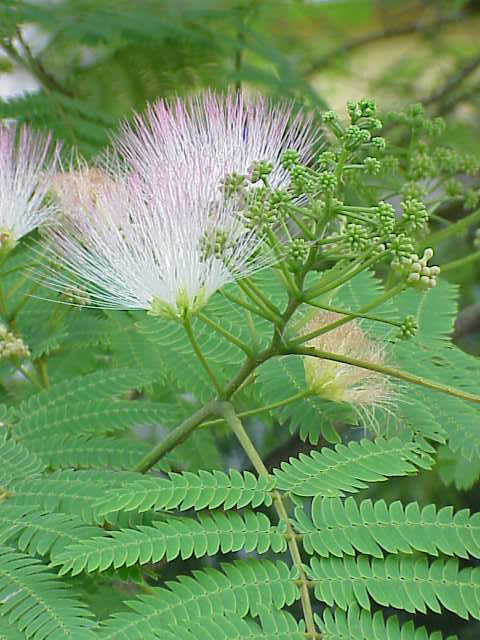
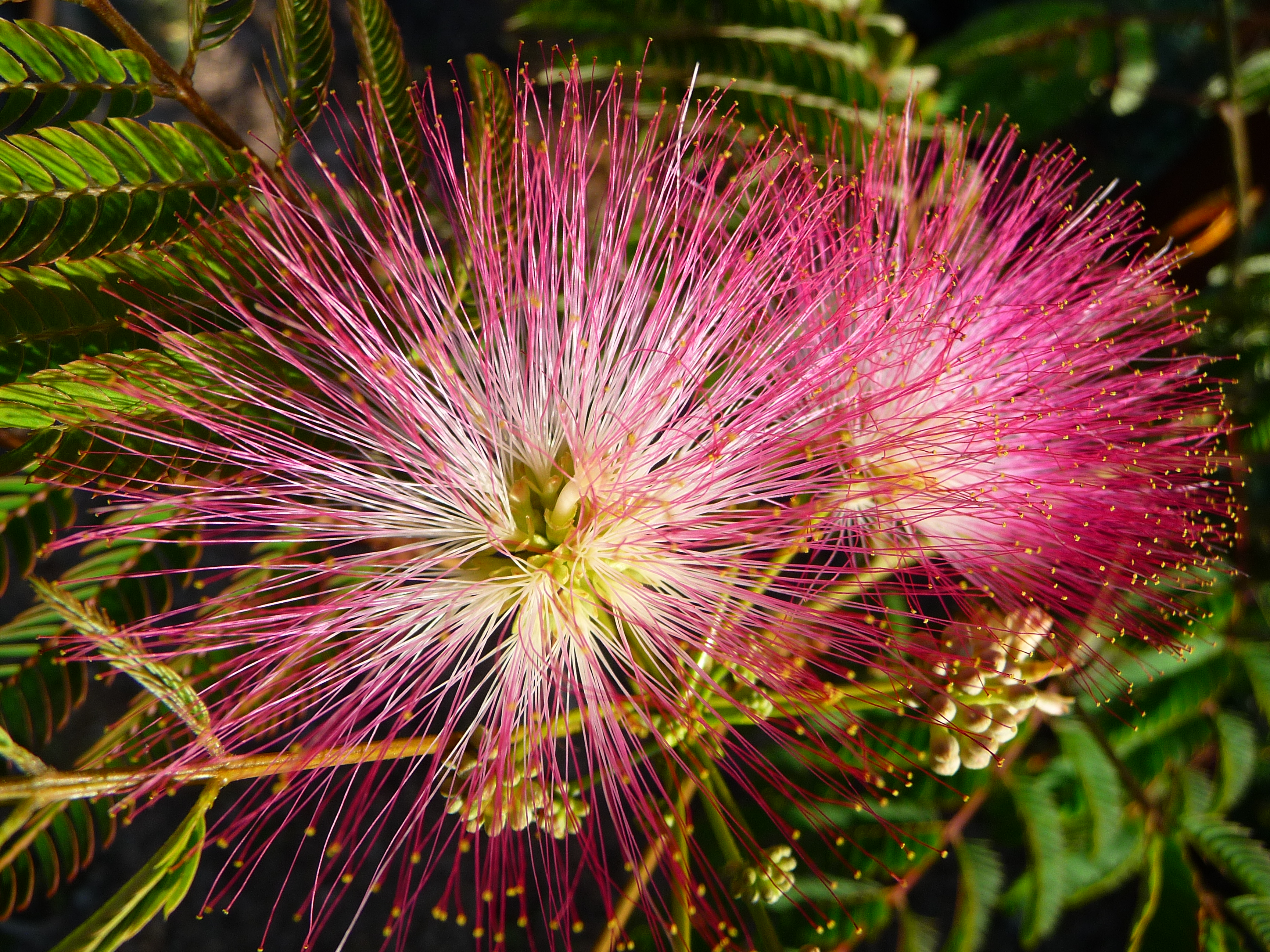
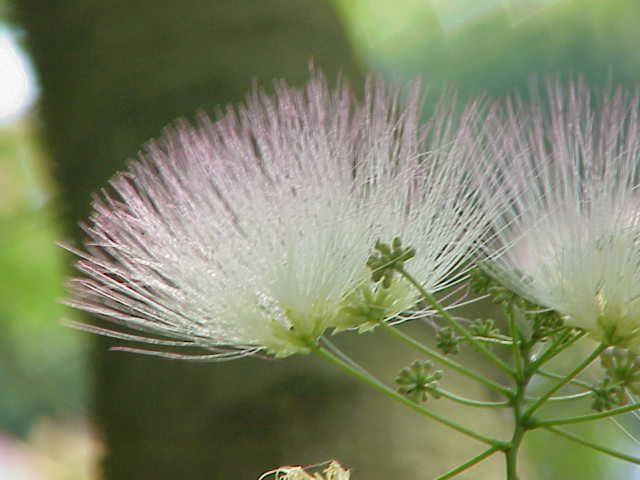